# Antillotyphlops dominicanus
Antillotyphlops dominicanus är en ormart som beskrevs av Stejneger 1904. Antillotyphlops dominicanus ingår i släktet Antillotyphlops och familjen maskormar. Inga underarter finns listade i Catalogue of Life.
Denna orm förekommer endemisk på Dominica i Västindien. Exemplar hittades i låglandet. De upptäcktes i fruktodlingar och i andra landskap. Troligtvis undviker ormen öns torraste delar. Antillotyphlops dominicanus gräver i lövskiktet och i det översta jordlagret. Uppskattningsvis lägger honor ägg.
Utvecklingen av öns kuster till turistområden påverkar beståndet negativ. Hela populationen anses vara stabil. IUCN listar arten som livskraftig (LC).